# Ivan Davidov
Ivan Aleksandrov Davidov (Bulgaars: Иван Александров Давидов) (Sofia, 5 oktober 1943 – aldaar, 19 februari 2015) was een Bulgaars profvoetballer.
Davidov begon zijn carrière bij Spartak Sofia in 1961. In 1962 ging hij voor 10 seizoenen naar Slavia Sofia. Hij speelde 11 keer voor zijn land. Hij was aanwezig op het Wereldkampioenschap voetbal 1966 (hij speelde mee tegen Hongarije in Manchester en maakte een eigen doelpunt ;3-1 nederlaag) en Wereldkampioenschap voetbal 1970 (hij speelde mee tegen Peru in Léon ;3-2 nederlaag). Davidov was verdediger en was ook inzetbaar als middenvelder.
Ivan Davidov overleed in 2015 op 71-jarige leeftijd.

## Statistieken
| Seizoen | Club          | Land      | Competitie | Wedstrijden | Doelpunten |
| ------- | ------------- | --------- | ---------- | ----------- | ---------- |
| 1961/62 | Spartak Sofia | Bulgarije | A PFG      |             |            |
| 1962/71 | Slavia Sofia  | Bulgarije | A PFG      | 201         | 12         |
|         |               |           | Totaal     | 201         | 12         |